# Șintereag-Gară
Șintereag-Gară – wieś w Rumunii, w okręgu Bistrița-Năsăud, w gminie Șintereag. W 2011 roku liczyła 161 mieszkańców.